# آيماك جي 5
آيماك جي 5 (بالإنجليزية: iMac G 5)‏ تم إصداره في أغسطس 2004 بمعالج بور بي سي، وهو أخر آيماك يستخدم هذا النوع من المعالجات. على عكس البور ماكنتوش الذي كان يحتاج مروحتان لتريد هذا النوع من المعالجات قام هذا التصميم للآيماك بحل هذه المشكلة داخل هذا الجسم الصغير الذي يحمل اللوحة الأم وقارئ الأقراص المضغوطة المعالج خلف الشاشة أثبتت أبل أنها شركة هندسية قبل أن تكون شركة برمجية، هذا ثاني إصدار يستخدم شاشة الكرستال السائل بمقاسين 17«و20» بوصة. في أكتوبر 2005 أصدرت الشركة تطوير أنحف وفيه كاميرا مدمجة من نوع آيسيت (بالإنجليزية: iSight)‏ وواجهه فرونت رو (بالإنجليزية: Front Row)‏.

## المواصفات

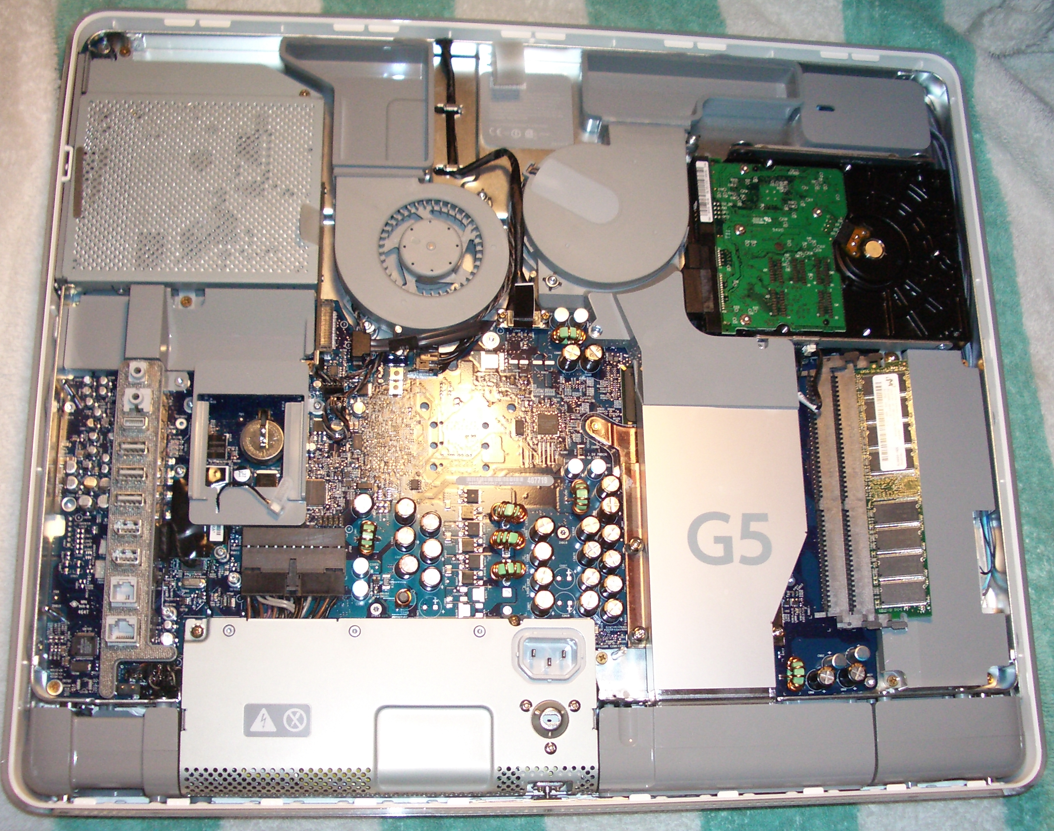
داخل آيماك جي 5

### آيماك جي 5 الإصدار الأول
في 31 أغسطس 2005 قامت أبل بإصدار النوع الجديد من آيماك جي 5 بشاشة كرستال سائل 17«و20» بوصة من نوع الكل في واحد داخل جسم بسمك 2 بوصة ويحمل:
- - معالج بور بي سي بقوة 1.6 أو 1.8 جيجاهرتز.
  - قرص صلب من نوع ساتا.
  - كرت رسومات إنفيديا جي فورس إف إكس 5200 ألترا.
  - يو إس بي 2.0 وفيروير 400 .
  - 10/100 إيثرنت.
  - مودم
  - فتحة إخراج فيديو وفتحة إدخال وأخرى إخراج للصوت.

الجهاز محمول على ذراع ألمنيومية. تفتخر أبل بأن الآيماك هو أنحف حاسوب مكتبي في السوق، وكان الجهاز يباع في ثلاثة إصدارات (17" بوصة بمعالج 1.6 جيجاهرتز ; 17" بوصة بمعالج 1.8 جيجاهرتز ; 20" بوصة بمعالج 1.8 جيجاهرتز) وأيضاً على جهاز للمؤسسات التعليمية لا يوجد فيه قارئ أقراص مضغوطة، مودم، وكرت رسومات جي فورس إم إكس4000 .

### آيماك جي 5 الإصدار الثاني
3 مايو 2005 أصدرت أبل الإصدار الثاني باسم الإصدار الثاني أو بحساس الضوء (لوجود حساس لتعديل إضاءة الضوء الموجود من الجهة الأمامية للجهاز الذي يضيء عندما يكون الجهاز مشتغل ولكن الشاشة مطفئة أو أنه في وضع إسبات).
- - الإصدار الأدنى يأتي بمعالج 1.8 جيجاهرتز وشاشة 17" بوصة.
  - الإصدار المتوسط يأتي بمعالج 2.0 جيجاهرتز وشاشة 17" بوصة.
  - الإصدار الأعلى يأتي بمعالج 2.0 جيجاهرتز وشاشة 20" بوصة.
  - جميع الإصدارات تأتي برام بحجم قياسي 512 ميجابايت.
  - في الإصدار الأعلى يأتي القرص الصلب بحجم 250 جيجابايت بشكل قياسي و400 جيجابايت بشكل اختياري.
  - يوجد ترقيات اختيارية كاتب أقراص مضغوطة طبقتان 8x . وجميع الإصدارات يوجد بها شبكة لاسلكية وبلوتوث وكرت رسومات إي تي آي راديون 9600 بحجم 128 ميجابايت، و10/100 إيثرنت تم تطويرها إلى جيجابت إيثرنت، وشحنت جميع الإصدارات ببرنامج آيلايف (بالإنجليزية: iLife)‏ 05 ونظام ماك العاشر الإصدار 10.4 تايجر.

### آيماك جي 5 الإصدار الثالث
12 أكتوبر 2005 قامت الشركة بإطلاق الإصدار الثالث أو ما يسمى بآيسيت بإصدار 17«بوصة بقوة معالجة 1.9 جيجاهرتز و20» بوصة بقوة معالجة 2.1 جيجاهرتز.
- - كاميرا آيسيت مدمجة.
  - جهاز تحكم عن بعد يسمى أبل ريموت.
  - فتحات الإدخال أصبحت أفقية بدل أن تكون عمودية.
  - تم تنحيف الجهاز إلى 1.5 بوصة (3.5 سم).
  - ذاكرة عشوائية بحجم 512 ميجابايت دي دي أر 2 ؛ قابلة للزيادة إلى 2.5 جيجابايت.
  - قارئ أقراص مضغوطة بالشفط قادر على الكتابة بطبقتين.
  - فأرة مايتي ماوس.
  - بطاقة رسومات أي تي آي راديون إكس 600 (نوع برو في 17«بوصة ونوع إكس تي في نوع 20» بوصة) بحجم ذاكرة 128 ميجابايت.
  - ملاحظة: تم إزالة المودم وبيعة بطريقة منفصلة ويتم تشغيلة عن طريق اليو إس بي.

في 30 نوفمبر 2005 أعلن والت موزبرج من جريدة وال ستريت على أن الآيماك «المعيار الذهبي لأجهزة الكمبيوتر المكتبي».

## وصلات خارجية
- موقع ماك رومرز «إشاعات ماك»